# Livyatan melvillei
Livyatan melvillei es una especie extinta de cetáceo odontoceto, perteneciente a la superfamilia Physeteroidea, conocido por diferentes fósiles hallados en las costa del océano Pacífico, en lo que ahora es Perú y Chile.
Sus fósiles se encontraron por primera vez en el desierto de Pisco, Región de Ica, Perú, en rocas de hace 9,9 a 8,9 millones de años (Tortoniano, Mioceno tardío).
Se encontraron los restos fósiles del 75 % del cráneo y grandes fragmentos de los maxilares, así como varios dientes (los mayores medían 36 cm de longitud, mucho más que el actual cachalote). Su cráneo medía unos 3 metros de largo y la longitud total debió ser de 13,5 a 17,5 metros. Posteriormente fueron reportados dientes de la especie en la Formación Bahía Inglesa, en Chile, los que poseían 12 cm de diámetro y 36 cm de largo.
El cetáceo actual más parecido a Livyatan melvillei es el cachalote (Physeter macrocephalus), aunque una de las principales diferencias consiste en que Livyatan poseía dientes en ambos maxilares. Se supone que era un predador agresivo y posiblemente cohabitó y tal vez luchó con otro superdepredador, Carcharocles megalodon, que pudo llegar a medir hasta 16 metros de longitud.

## Etimología y nomenclatura
El nombre específico se puso en honor al autor de Moby-Dick, Herman Melville. El nombre  Leviathan colocado inicialmente a este cetáceo era el homónimo más moderno de Leviathan Koch, 1841 (ver Leviathan). Los homónimos más modernos deben ser reemplazados, excepto bajo algunas condiciones especiales. En agosto de 2010, rectificando esta situación asignaron el nombre definitivo al género como Livyatan, a partir de su nombre original del hebreo.

## Descubrimiento
En noviembre de 2008, se descubrieron los restos fósiles de Livyatan melvillei en los sedimentos de la formación de Pisco en Cerro Colorado, 35 km al sudeste de Ica, Perú. El hallazgo consiste en un cráneo parcialmente conservado con varios dientes y una mandíbula.
El investigador del Museo de Historia Natural de Róterdam Klaas Post tropezó con los restos al final de un día de trabajo de campo en noviembre de 2008. Post formó parte de un equipo internacional de investigadores, dirigidos por Christian de Muizon, director del Museo de Historia Natural en París, que incluyó otros paleontólogos de la Universidad de Utrecht, el Museo de Historia Natural de Róterdam, el Museo de Historia Natural de Pisa, el Museo de Historia Natural de la Universidad Nacional Mayor de San Marcos de Lima y el Instituto Real de Bélgica de Ciencias Naturales.
Los fósiles se fecharon en 12 a 13 millones de años de antigüedad; se prepararon en Lima, Perú, y actualmente forman parte del Museo de Historia Natural de esta ciudad.
Años después se mencionaron también restos fósiles de la especie en la localidad de Caldera, en el norte de Chile, donde se hallaron enormes dientes asociados a otros restos de ballenas y animales marinos, todos de la Formación Bahía Inglesa, de donde proviene también Pelagornis chilensis.

## Morfología y hábitat

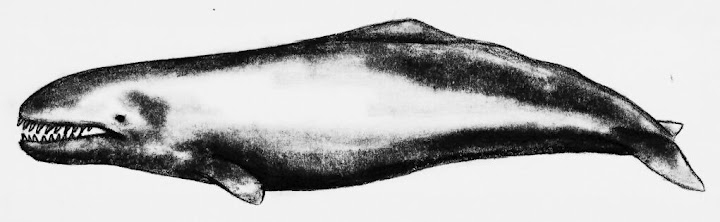
Recreación de un Livyatan melvillei.

El cráneo encontrado tiene 3 metros de longitud. A diferencia del cachalote moderno (Physeter macrocephalus), L. melvillei poseía dientes funcionales en ambos maxilares. Las mandíbulas de L. melvillei eran poderosas y su fosa temporal era bastante más grande que la del cachalote actual. L. melvillei es uno de los predadores más grandes conocidos actualmente, los expertos en ballenas usan la frase, «la mordida más grande de un tetrápodo jamás encontrada», para explicar su hallazgo. Los dientes de L. melvillei encontrados alcanzan los 36 cm y son los más largos encontrados de cualquier animal conocido hasta ahora.
Se conocen dientes más largos (colmillos), por ejemplo, en la morsa, el narval y el elefante, pero no son usados directamente para alimentarse o cazar.

### Estructura craneal

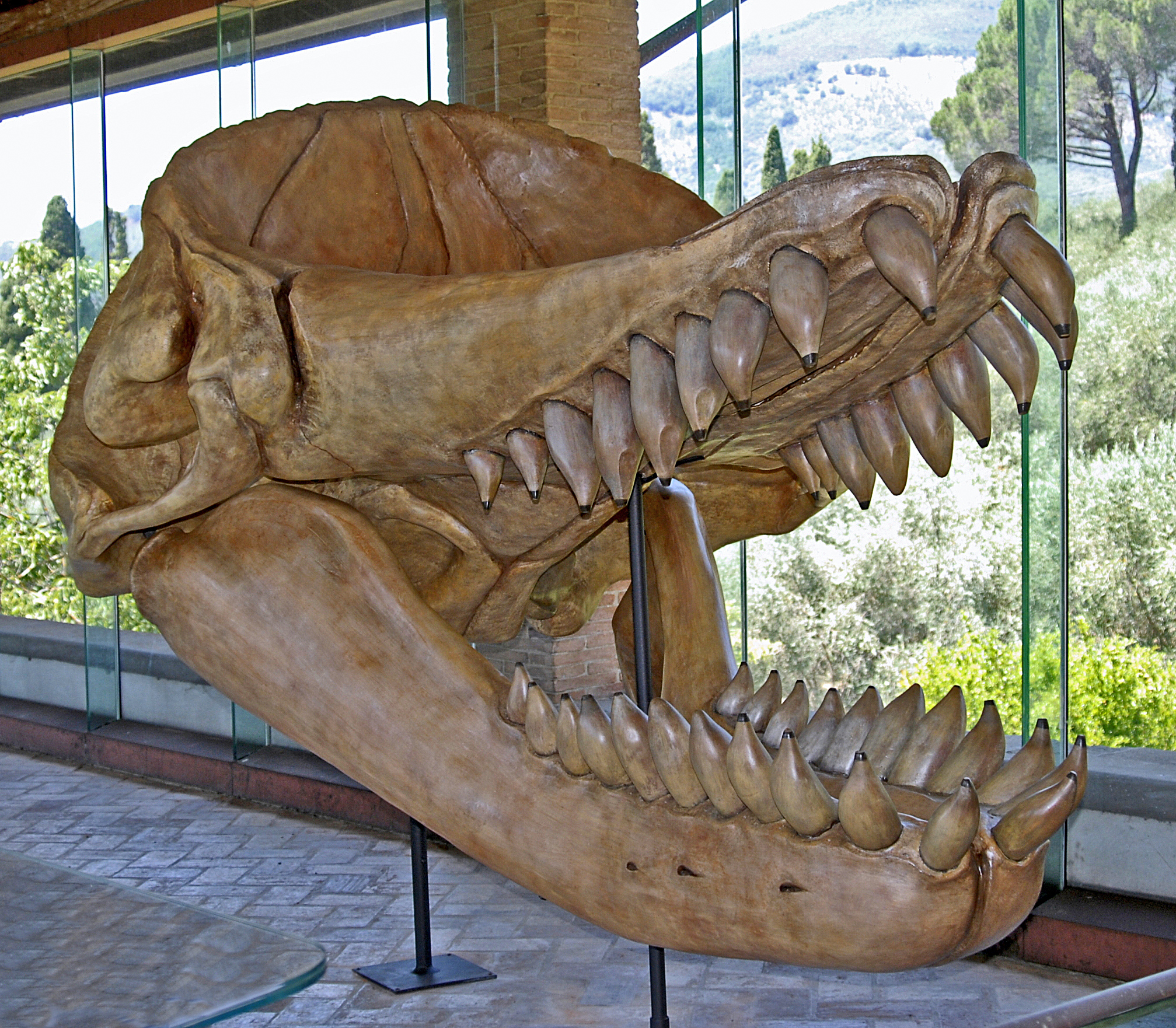
Cráneo de L. melvillei.

El cráneo fósil de L. melvillei tenía una base curva, que pudo alojar un gran órgano del espermaceti, el que actualmente permite a los cachalotes sumergirse profundamente para buscar alimento. Sin embargo, L. melvillei probablemente capturaba grandes presas cerca a la superficie, así que factiblemente debió tener otras funciones. posiblemente era un órgano para la ecolocación, despliegues acústicos (con el órgano del espermaceti funcionando como una cámara de resonancia) o para propinar cabezazos, posiblemente contra machos rivales durante el apareamiento o para golpear presas.

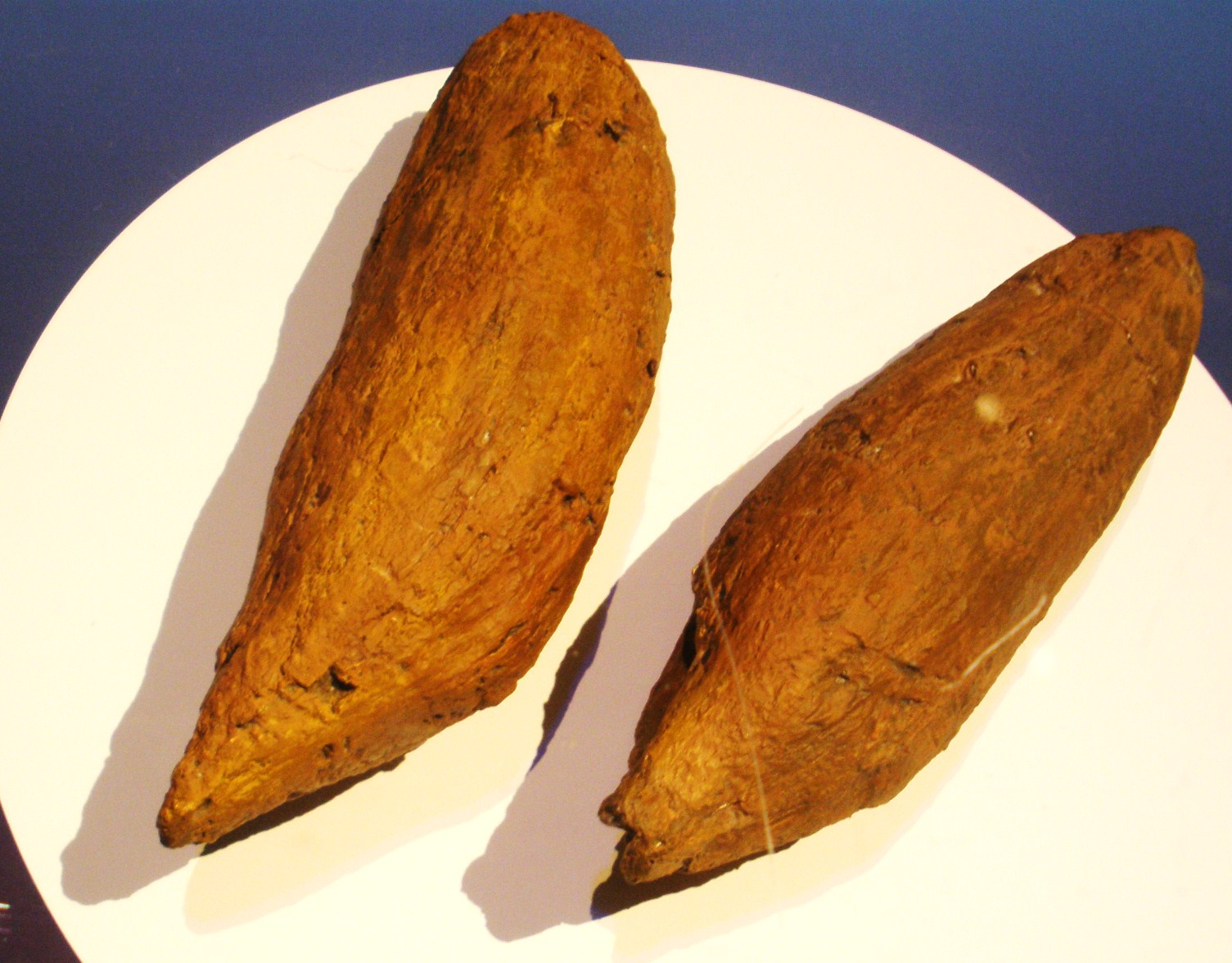
Diente de L. melvillei

### Dieta
Restos fósiles de muchos animales como ballenas barbadas, zifios, delfines, marsopas, tiburones, tortugas marinas, focas y aves marinas se hallaron en el mismo sitio donde los fósiles de L. melvillei se extrajeron.
L. melvillei pudo haber sido el superdepredador de su tiempo, junto con el tiburón gigante, Carcharodon megalodon, contemporáneo de L. melvillei en el mismo hábitat, y probablemente tenía gran impacto en la estructura de las comunidades marinas del Mioceno. La aparición de cachalotes depredadores en el registro fósil coincide con una fase de diversificación e incremento del tamaño y rango de distribución de los misticetos (ballenas barbadas) en el Mioceno.
L. melvillei probablemente pudo haber cazado ballenas barbadas de hasta 10 metros de longitud, focas y delfines.

## Tamaño
Dos fiseteroideos fueron seleccionados por los expertos para estimar el tamaño de L. melvillei por comparación. Al homologarlo con la anatomía de Physeter macrocephalus arrojó una longitud total de 13,5 m, y con Zygophyseter varolai dio como resultado 17,5 m.

## "Fiseteroideo australiano"
En 2016 se descubrió un diente gigantesco de 30 cm de un fiseteroideo en sedimentos que datan del Plioceno en Beaumaris Bay, Australia. El diente parece haber pertenecido a "una especie extinta de cachalote cercanamente relacionada con Livyatan melvillei del Perú". Sin embargo, este fósil aún no ha sido asignado formalmente a ninguna especie.

### Noticias y artículos
- "'Sea monster' fossil found in Peru desert", by CNN (en inglés)
- "Ancient sperm whale's giant head uncovered", from Los Angeles Times (The skull is on display in National History Museum in Lima) (en inglés)
- "A killer sperm whale", with details on sperm whale evolution (en inglés)

### Videos
- "The jaws of the Leviathan" en YouTube. (en inglés)
- "Leviathan melvillei" en YouTube. (A collection of images of discovery) (en inglés)

- Datos: Q22112109
- Especies: Livyatan melvillei